# Euchromia collaris
Euchromia collaris là một loài bướm đêm thuộc phân họ Arctiinae, họ Erebidae.